# Roman Berezovski
Roman Berezovski (Armenija, 5. kolovoza 1974.), armenski umirovljeni nogometaš i sadašnji trener ukrajinskog podrijetla.
Igra na položaju vratara.
Trenutačno je igrač Dinama iz Moskve. Prije je igrao za Zenit iz Petrograda, Torpedo iz Moskve i Himke iz Himaka.
Skupio je 94 nastupa za Armeniju. Bio je proglašen najboljim vratarem u Rusiji u drugoj polovici 1990-ih.